# Хаддекухе

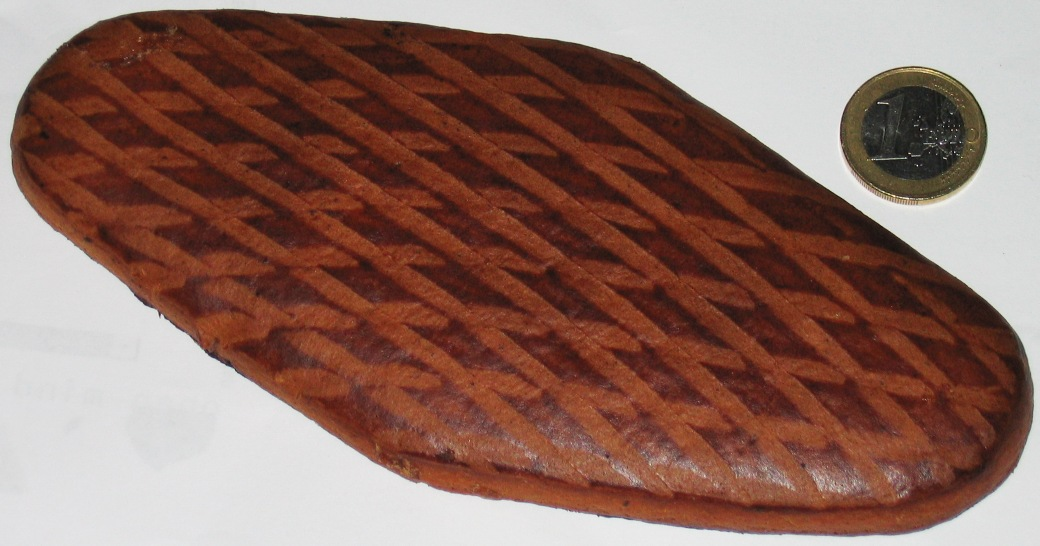
Франкфуртский хаддекухе

Ха́ддекухе (нем. Haddekuche) — традиционная гессенская выпечка, пряник ромбовидной формы с ромбовидным узором, напоминающим традиционный франкфуртский «ребристый» стакан для яблочного вина. Наряду с хандкезе «с музыкой» и шпеккухеном хаддекухе подают к яблочному вину. Производят во Франкфурте-на-Майне и городах Рейнгессена и Дармштадте. Пряный хаддекухе — слегка сладковат, основной пряностью является корица. На гессенском диалекте «хаддекухе» означает «твёрдый пирог» — хаддекухе достаточно быстро высыхает и становится очень твёрдым. Раньше уличные торговцы брецелями разносили каждый вечер пряники хаддекухе по кабакам, разливавшим яблочное вино. Хаддекухе можно использовать для приготовления зауэрбратена вместо соусного пряника.
Общегерманскую известность хаддекухе приобрёл в 1982 году благодаря группе «Rodgau Monotones», которая в песне «Гессенцы идут!» заявила, что даже в Рурской области жуют хаддекухе вместо картошки фри.